# スーパースターシリーズ戦 平尾昌晃杯
『スーパースターシリーズ戦　平尾昌晃杯』（スーパースターシリーズせん　ひらおまさあきはい）とは、オートレースのSG競走の1つである『スーパースター王座決定戦』の開催される節『スーパースターフェスタ』にて開催されているGII格の競走である。
現在の優勝賞金は170万円。
2001年から2012年までは『トップスターカップ』、2013年は『スーパースターフェスタ戦』、2014年から2017年までは『スーパースターシリーズ戦』という名称で開催され、2010年まではGI格の扱いだった。本稿では、同じくスーパースターフェスタ内で開催されていた『ヤングスターカップ』についても記載する。

## 沿革
スーパースター王座決定戦は毎年川口オートレース場で開催されている（ただし第5回大会は伊勢崎オートレース場で、第24回大会は船橋オートレース場で開催された）が、その開催節自体は一般開催と同様の扱いであった。そこで、2001年の競走制度改革の際に新たな企画競走としてトップスターカップとヤングスターカップが新設された。トップスターカップの出場選手は、スーパースター王座決定戦のトライアル戦への出場権利が無く、なおかつ全国競走成績上位の選手が選出される。ヤングスターカップに関しては、デビュー10年未満の選手が選出される。
かつてはヤングスターカップの優勝戦を開催4日目に行い、その優勝選手が翌日のトップスターカップの優勝戦に進出するという規定があったが、2006年に廃止され、ヤングスター・トップスター・王座決定戦は全て最終日に行われる事となった。これにより、ヤングスターカップは第9レースに、トップスターカップは第10レースに行われ、第11レースにはトライアルに漏れた選手による「スーパースター順位決定戦」が行われるという体系になった。因みに、トップスターカップがGI格の競走であるのに対し、ヤングスターカップはGII格の競走ではなく、獲得タイトルにも記載されない。
2007年からヤングスターカップが廃止され、トップスターカップに一本化された。ただ、2007年のスーパースターフェスタ初日にはヤングスターカップの面影を残す「ヤングスターセレクション」という選抜競走が行われた。
トップスターカップは2012年をもって廃止され、2013年は『スーパースターフェスタ戦』、2014年から2017年まで『スーパースターシリーズ戦』という競走名で行われていた。
2018年からは、生前、「ぶっちぎりの青春」やファンファーレの作曲及び、年間表彰選手の選考委員などの活動で長年に渡りオートレース界に貢献し、2017年7月に逝去した平尾昌晃の功績を讃え、『スーパースターシリーズ戦　平尾昌晃杯』として実施されることになった 。
2019年より『スーパースターガールズ王座決定戦』が新設され、スーパースターフェスタ初日の第10レースに実施されることになった。ガールズ王座決定戦はスーパースターシリーズ戦の中に組まれた競走で、出場した女子選手はそのままスーパースターシリーズ戦に出場する。

## 勝ち上がり
※こちらを参照
| 初日・2日目・3日目                                                        | 4日目                                                                  | 最終日                  |
| ------------------------------------------------------------------------- | ---------------------------------------------------------------------- | ----------------------- |
| SSシリーズ予選（1R～10R）予選3日間平均得点上位 32名がSSシリーズ準決勝戦へ | SSシリーズ準決勝戦（7R～10R）各レース1着・2着の8名がSSシリーズ優勝戦へ | SSシリーズ優勝戦（11R） |

## 歴代優勝者

### トップスターカップ
| 回数 | 開催日                     | 開催場             | 優勝者   | 年齢（当時） | 競走タイム | 競走車呼名     | 競走車車名 |
| ---- | -------------------------- | ------------------ | -------- | ------------ | ---------- | -------------- | ---------- |
| 1    | 2001年（平成13年）1月31日  | 川口オートレース場 | 岩田行雄 | 45           | 3.328      | ミステリアス   | セア       |
| 2    | 2002年（平成14年）1月30日  | 川口オートレース場 | 木村武之 | 25           | 3.302      | クロム         | セア       |
| 3    | 2003年（平成15年）1月27日  | 川口オートレース場 | 福田茂   | 53           | 3.568      | エナジー       | セア       |
| 4    | 2004年（平成16年）2月3日   | 川口オートレース場 | 梅内幹雄 | 39           | 3.400      | アイバーソン   | セア       |
| 5    | 2004年（平成16年）12月26日 | 川口オートレース場 | 岩田行雄 | 48           | 3.389      | ミステリアス   | セア       |
| 6    | 2005年（平成17年）12月25日 | 川口オートレース場 | 浦田信輔 | 32           | 3.360      | パンジャA      | セア       |
| 7    | 2006年（平成18年）12月24日 | 川口オートレース場 | 高橋貢   | 36           | 3.334      | Fニーナ        | セア       |
| 8    | 2007年（平成19年）12月24日 | 川口オートレース場 | 松尾啓史 | 29           | 3.332      | ラディカルV    | セア       |
| 9    | 2008年（平成20年）12月31日 | 川口オートレース場 | 久門徹   | 32           | 3.371      | ロロノア・ゾロ | セア       |
| 10   | 2009年（平成21年）12月31日 | 船橋オートレース場 | 前田淳   | 33           | 3.349      | メスカリート   | セア       |
| 11   | 2010年（平成22年）12月31日 | 川口オートレース場 | 浅香潤   | 37           | 3.351      | キミツナギ     | セア       |
| 12   | 2011年（平成23年）12月31日 | 川口オートレース場 | 平田雅崇 | 31           | 3.358      | マーライオン   | セア       |
| 13   | 2012年（平成24年）12月31日 | 川口オートレース場 | 岡部聡   | 47           | 3.363      | フラッグシップ | セア       |

### スーパースターフェスタ戦
| 回数 | 開催日                     | 開催場             | 優勝者   | 年齢（当時） | 競走タイム | 競走車呼名 | 競走車車名 |
| ---- | -------------------------- | ------------------ | -------- | ------------ | ---------- | ---------- | ---------- |
| 1    | 2013年（平成25年）12月31日 | 川口オートレース場 | 岩崎亮一 | 37           | 3.385      | FGビゼン   | セア       |

### スーパースターシリーズ戦
| 回数 | 開催日                     | 開催場             | 優勝者   | 年齢（当時） | 競走タイム | 競走車呼名   | 競走車車名 |
| ---- | -------------------------- | ------------------ | -------- | ------------ | ---------- | ------------ | ---------- |
| 1    | 2014年（平成26年）12月31日 | 川口オートレース場 | 緒方浩一 | 29           | 3.390      | U・ボルト    | セア       |
| 2    | 2015年（平成27年）12月31日 | 川口オートレース場 | 益春菜   | 29           | 3.385      | モトロマン   | セア       |
| 3    | 2016年（平成28年）12月31日 | 川口オートレース場 | 伊藤信夫 | 44           | 3.358      | プロドライブ | セア       |
| 4    | 2017年（平成29年）12月31日 | 川口オートレース場 | 森且行   | 43           | 3.564      | メジャイ23   | セア       |

### スーパースターシリーズ戦 平尾昌晃杯
| 回数 | 開催日                     | 開催場             | 優勝者      | 年齢（当時） | 競走タイム | 競走車呼名  | 競走車車名 |
| ---- | -------------------------- | ------------------ | ----------- | ------------ | ---------- | ----------- | ---------- |
| 1    | 2018年（平成30年）12月31日 | 川口オートレース場 | 佐藤摩弥    | 26           | 3.339      | Pタン       | セア       |
| 2    | 2019年（令和元年）12月31日 | 川口オートレース場 | 重富大輔    | 40           | 3.375      | テンヤシャ  | セア       |
| 3    | 2020年（令和2年）12月31日  | 川口オートレース場 | 重富大輔(2) | 41           | 3.350      | テンヤシャ  | セア       |
| 4    | 2021年（令和3年）12月31日  | 川口オートレース場 | 松尾啓史    | 43           | 3.354      | ラディカルV | セア       |
| 5    | 2022年（令和4年）12月31日  | 川口オートレース場 | 黒川京介    | 24           | 3.353      | ペルセウス2 | セア       |
| 6    | 2023年（令和5年）12月31日  | 川口オートレース場 | 佐藤励      | 23           | 3.438      | シロウWV    | セア       |

## 過去のヤングスターカップ優勝者
| 回 | 開催日                     | 優勝者   | 年齢 (当時) | 競走タイム | 競走車呼名     | 競走車車種    |
| -- | -------------------------- | -------- | ----------- | ---------- | -------------- | ------------- |
| 1  | 2001年（平成13年）1月30日  | 岩崎亮一 | 24          | 3.332      | セイン         | セア          |
| 2  | 2002年（平成14年）1月29日  | 淺香潤   | 29          | 3.313      | K･グエル       | セア          |
| 3  | 2003年（平成15年）1月26日  | 岩沼靖郎 | 27          | 3.363      | キャスバル     | セア          |
| 4  | 2004年（平成16年）2月2日   | 山田達也 | 20          | 3.635      | マッシュ       | セア（2級車） |
| 5  | 2004年（平成16年）12月26日 | 浅田真吾 | 25          | 3.370      | ランドシャーク | セア          |
| 6  | 2005年（平成17年）12月25日 | 武藤博臣 | 22          | 3.388      | イシュザーク   | セア          |
| 7  | 2006年（平成18年）12月24日 | 筒井健太 | 25          | 3.365      | トラタイガー   | セア          |

## エピソード
- 第5回トップスターカップを優勝した岩田行雄は、この優勝により通算100Vを達成した。
- 第6回ヤングスターカップを優勝した武藤博臣は、優勝戦においてのフライングにより失権した。それに伴い、2着入線の山際真介（26期、川口オートレース場所属）が繰り上がりでトップスターカップへ進出した。
- 2015年の「スーパースターシリーズ戦」を優勝した益春菜は、正式にグレードこそついていないものの「GII格競走」として位置づけられている競走として、女子選手史上初の優勝を果たした[6]。
- 2018年の「スーパースターシリーズ戦 平尾昌晃杯」を優勝した佐藤摩弥は、この優勝をもって通算優勝回数を「5」とし、益春菜と並んでいた女子選手最多優勝記録（当時4回）を更新した[7]。